# Rafflesia keithii
Espèce
Rafflesia keithii est une espèce de plantes à fleurs de la famille des Rafflésiacées originaire de Bornéo.